# Hygrophorus marzuolus
Espèce
Hygrophorus marzuolus, l'Hygrophore de Mars ou Charbonnier de printemps, est une espèce comestible de la famille des Hygrophoraceae.

## Systématique
Le nom scientifique complet (avec auteur) de ce taxon est Hygrophorus marzuolus (Fr.) Bres..
L'espèce a été initialement classée dans le genre Agaricus sous le basionyme Agaricus marzuolus Fr..
Ce taxon porte en français le nom vernaculaire ou normalisé suivant : hygrophore de mars.

### Synonymes
Hygrophorus marzuolus a pour synonymes :
- Agaricus cardarella subsp. marzuola (Fr.) Pers.
- Agaricus marzuolus Fr.
- Camarophyllus marzuolus (Fr.) Ricken
- Clitocybe glaucophylla (Boud.) Bigeard & Guillemin
- Clitocybe marzuola (Fr.) Sacc.
- Collybia glaucophylla Boud.
- Hygrophorus marzuolus var. albus Pouchet
- Limacium camarophyllum subsp. marzuolum (Fr.) Herink
- Limacium marzuolum (Fr.) Velen.

## Description du sporophore
Le chapeau du sporophore est convexe puis étalé, mesurant entre 4 et 12 cm. Le stipe est blanc puis grisâtre.

## Habitat
Ce champignon se développe sur des sols calcaires, sous les pins, les hêtres et les sapins, de la fin de l'hiver jusqu'au début du printemps surtout en mars, d'où son nom.

## Galerie

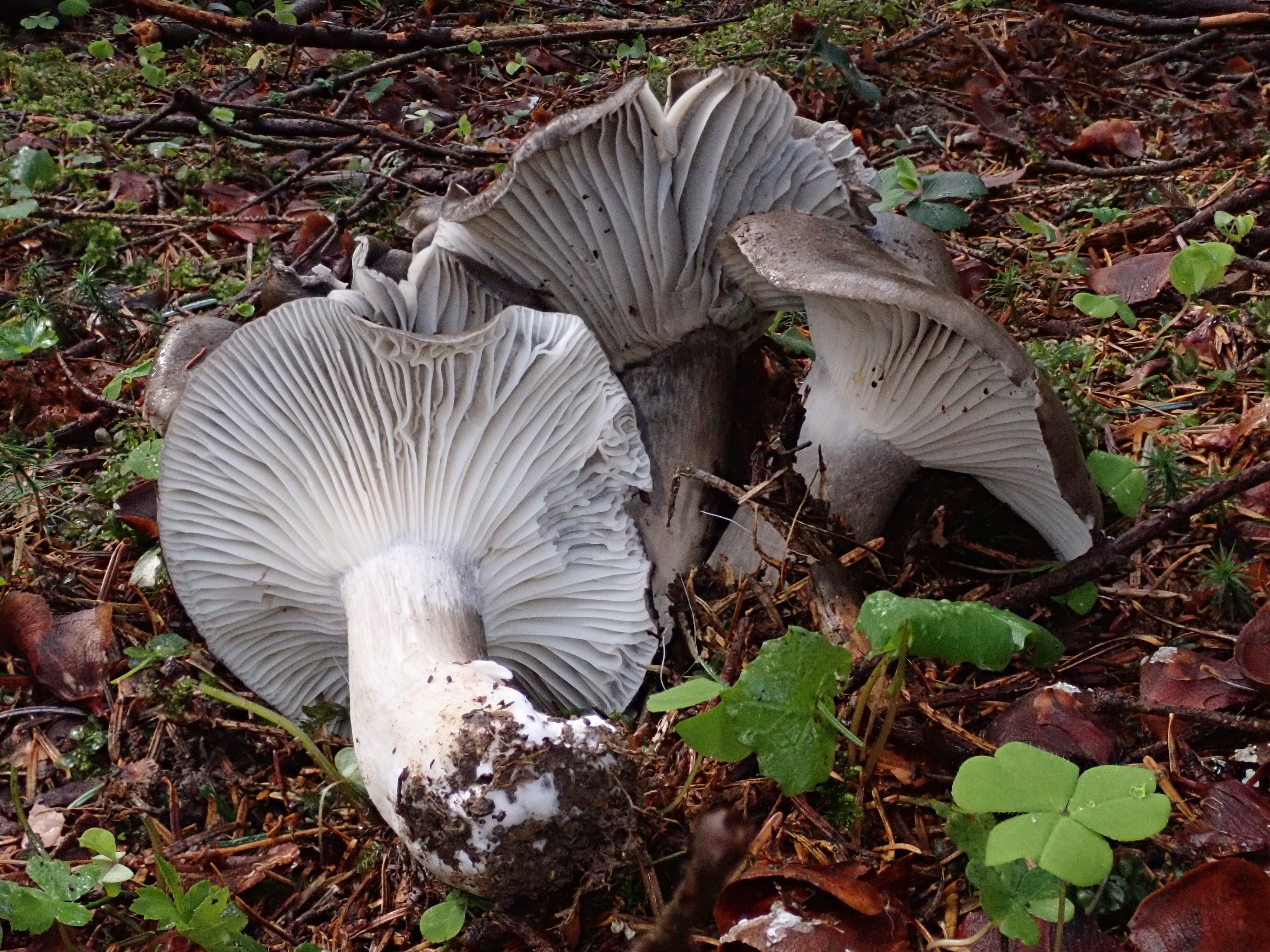
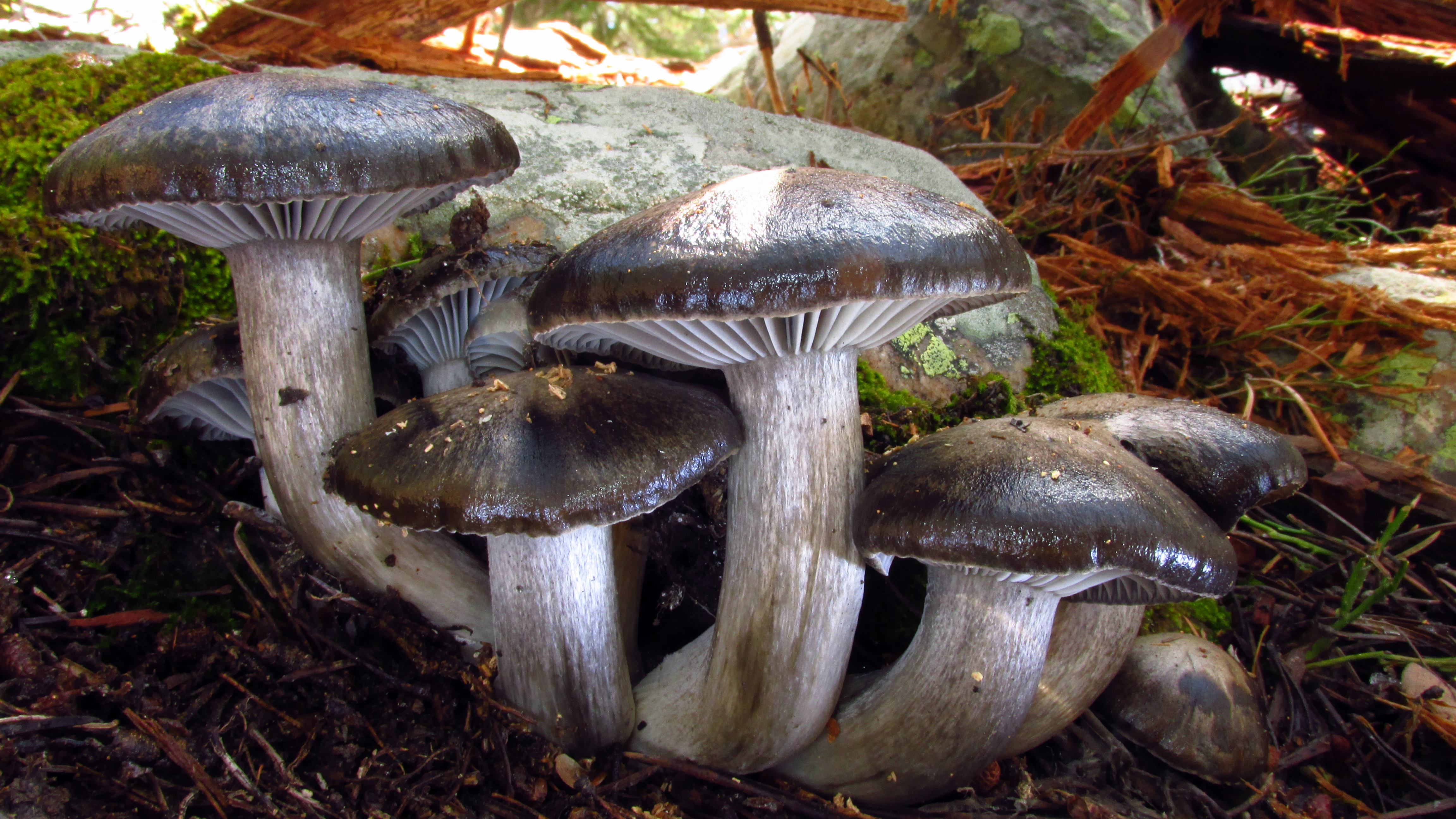
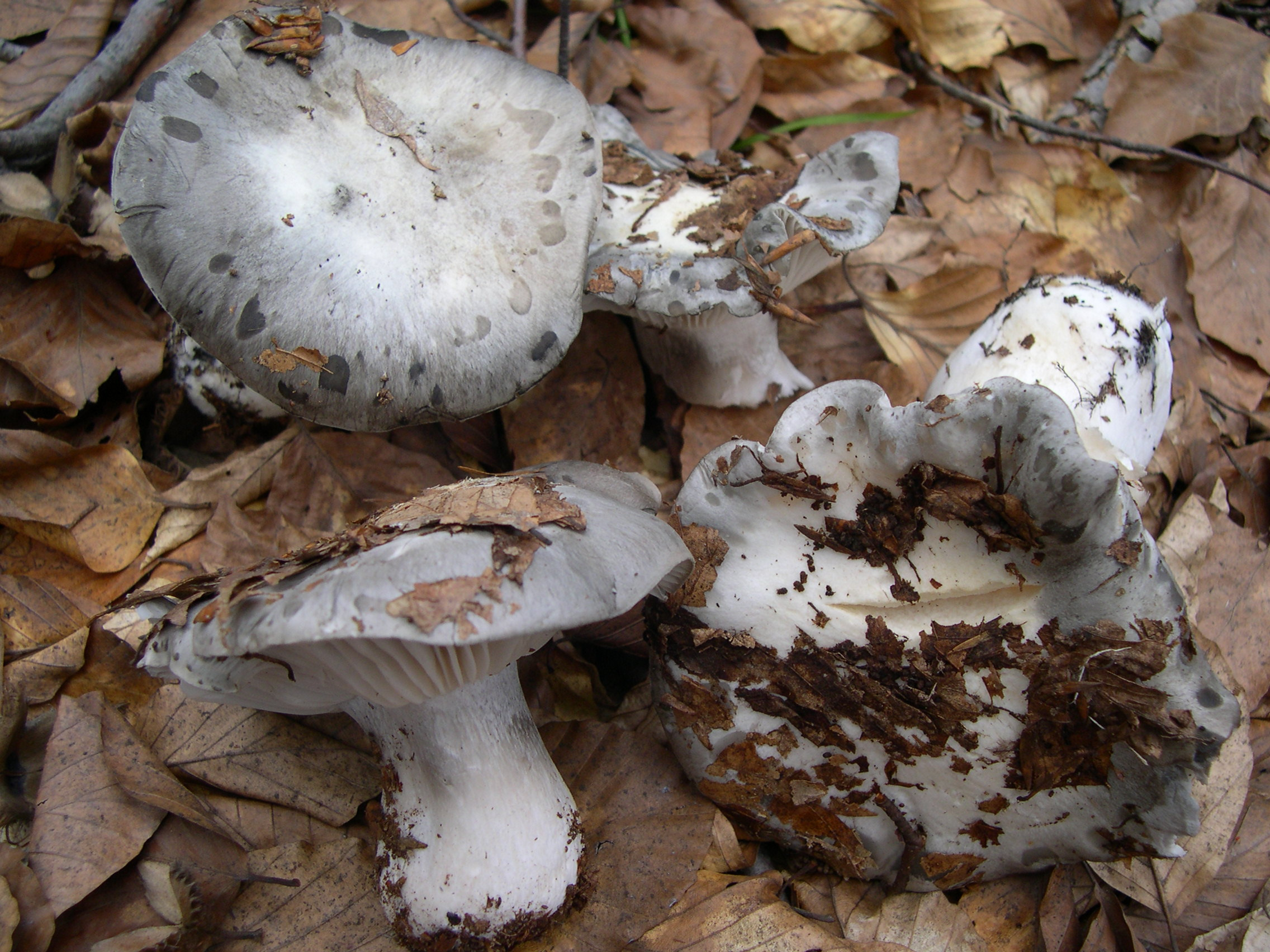
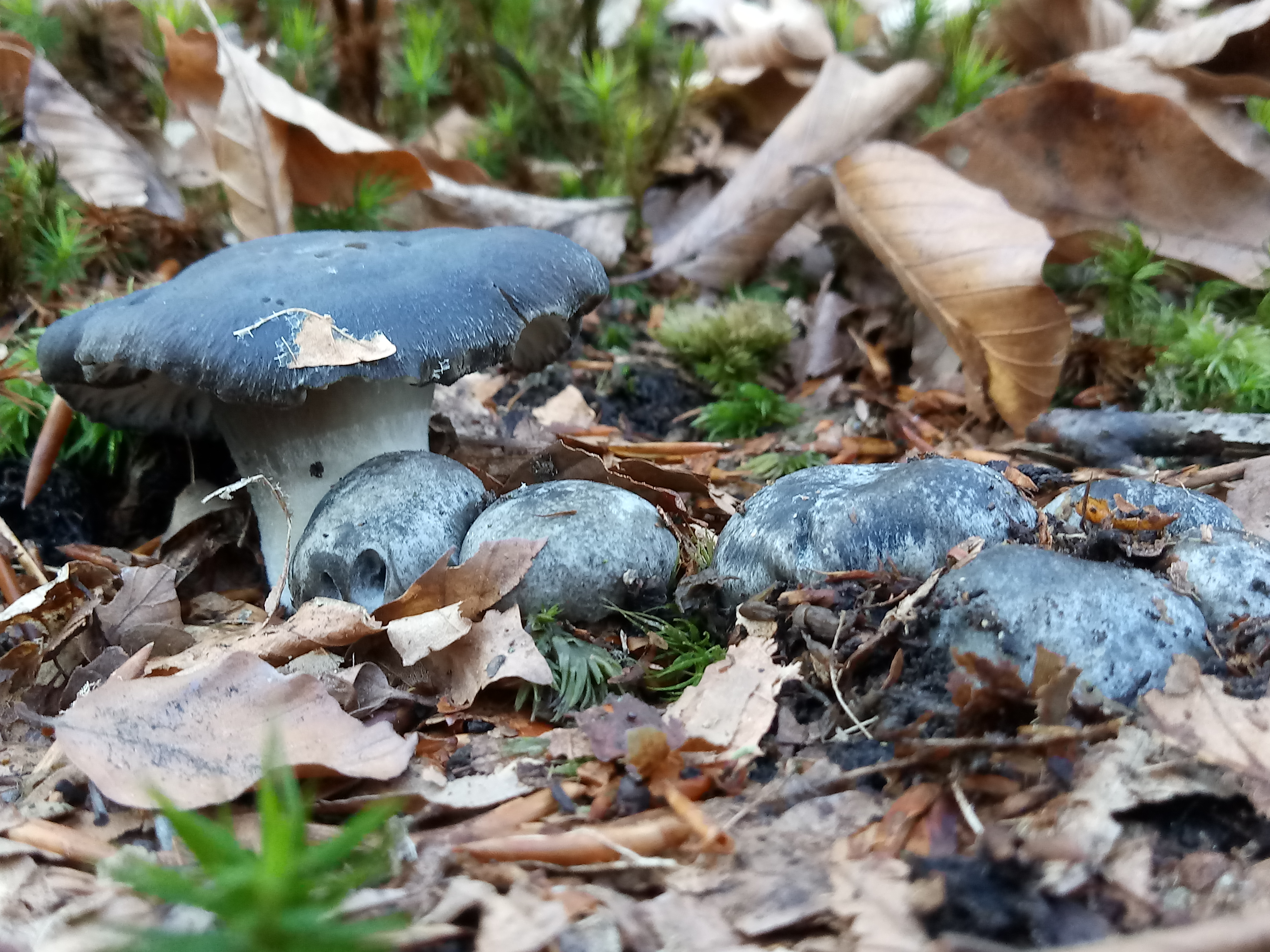
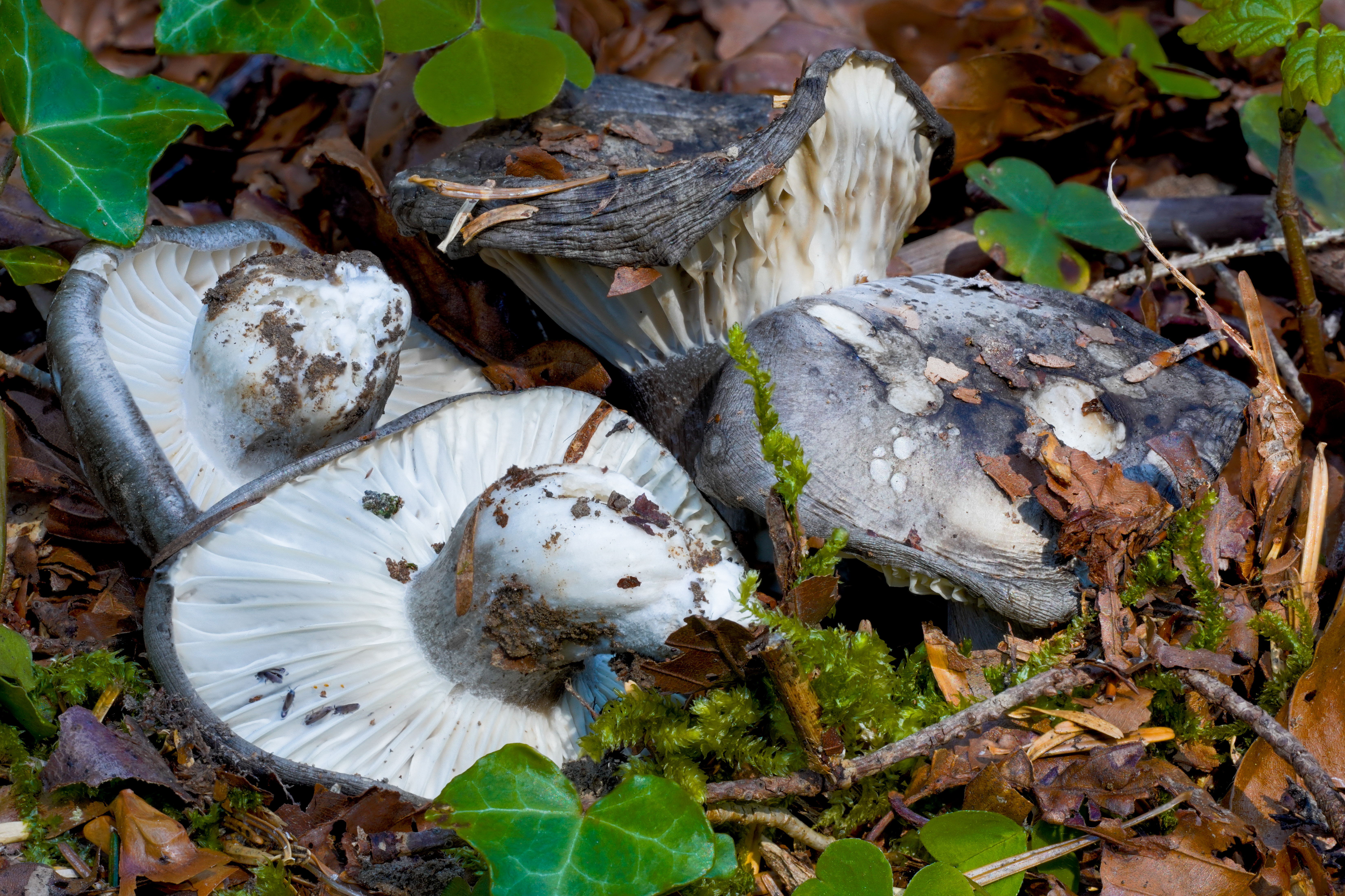